# Subroto Boniface Gomes

Wappen von Subroto Boniface Gomes.

Subroto Boniface Gomes (bengalisch সুব্রতো বনিফেস গোমস, * 19. November 1962 in Rangamatia) ist ein bangladeschischer römisch-katholischer Geistlicher und Weihbischof in Dhaka.

## Leben
Subroto Boniface Gomes besuchte das Intermediate Seminary of St Joseph in Dhaka und erwarb einen Bachelor  am dortigen Notre Dame College. Er studierte Philosophie in Bangalore und Theologie in Dhaka. Am 16. April 1990 empfing er das Sakrament der Priesterweihe für das Erzbistum Dhaka.
Nach der Priesterweihe war er zunächst in der Pfarrseelsorge tätig. Anschließend studierte er von 1994 bis 1996 an der Päpstlichen und Königlichen Universität des heiligen Thomas von Aquin in Manila und erwarb das Lizenziat in Philosophie. Von 1997 bis 2003 war er Logikprofessor am Notre Dame College. Anschließend lehrte er von 2004 bis 2007 als Professor am Priesterseminar in Dhaka. Von 2007 bis 2015 war er stellvertretender Generalsekretär der Bischofskonferenz von Bangladesch. Nach je zwei Jahren als Spiritual am Priesterseminar und als Kanzler der Diözesankurie war er ab 2020 Pfarrer der Rosenkranzpfarrei in Dhaka. Er gehörte diversen diözesanen Gremien und Kommissionen an, war Studiendekan am Priesterseminar, Chefredakteur des Theological Journal sowie Sekretär der Bruderschaft der Diözesanpriester von Bangladesch.
Papst Franziskus ernannte ihn am 15. Februar 2024 zum Titularbischof von Tamazuca und zum Weihbischof in Dhaka. Der Erzbischof von Dhaka, Bejoy Nicephorus D’Cruze OMI, spendete ihm am 3. Mai desselben Jahres in der Kathedrale von Dhaka die Bischofsweihe. Mitkonsekratoren waren der Apostolische Nuntius in Bangladesch, Erzbischof Kevin Randall, und der Bischof von Rajshahi, Gervas Rozario.